# Moenkhausia
Genre
Le genre Moenkhausia regroupe plusieurs espèces de poissons américains de la famille des Characidés.

## Liste des espèces
- Moenkhausia affinis Steindachner, 1915
- Moenkhausia agnesae Géry, 1965
- Moenkhausia atahualpiana (Fowler, 1907)
- Moenkhausia barbouri Eigenmann, 1908
- Moenkhausia bonita Benine, Castro et Sabino, 2004
- Moenkhausia browni Eigenmann, 1909
- Moenkhausia ceros Eigenmann, 1908
- Moenkhausia chrysargyrea (Günther, 1864)
- Moenkhausia collettii (Steindachner, 1882)
- Moenkhausia comma Eigenmann, 1908
- Moenkhausia copei (Steindachner, 1882)
- Moenkhausia costae (Steindachner, 1907)
- Moenkhausia cotinho Eigenmann, 1908
- Moenkhausia crisnejas Pearson en Eigenmann et Myers, 1929
- Moenkhausia dichroura (Kner, 1858)
- Moenkhausia diktyota Lima et Toledo-Piza, 2001
- Moenkhausia doceana (Steindachner, 1877)
- Moenkhausia dorsinuda Zarske et Géry, 2002
- Moenkhausia eigenmanni Géry, 1964
- Moenkhausia georgiae Géry, 1965
- Moenkhausia gracilima Eigenmann, 1908
- Moenkhausia grandisquamis (Müller et Troschel, 1845)
- Moenkhausia hasemani Eigenmann, 1917
- Moenkhausia hemigrammoides Géry, 1965
- Moenkhausia inrai Géry, 1992
- Moenkhausia intermedia Eigenmann, 1908
- Moenkhausia jamesi Eigenmann, 1908
- Moenkhausia justae Eigenmann, 1908
- Moenkhausia lata Eigenmann, 1908
- Moenkhausia latissima Eigenmann, 1908
- Moenkhausia lepidura (Kner, 1858)
- Moenkhausia levidorsa Benine, 2002
- Moenkhausia lopezi Britski et Silimon, 2001
- Moenkhausia loweae Géry, 1992
- Moenkhausia margitae Zarske et Géry, 2001
- Moenkhausia megalops (Eigenmann en Eigenmann et Ogle, 1907)
- Moenkhausia melogramma Eigenmann, 1908
- Moenkhausia metae Eigenmann, 1922
- Moenkhausia miangi Steindachner, 1915
- Moenkhausia moisae Gery, Planquette et Le Bail, 1995
- Moenkhausia naponis Böhlke, 1958
- Moenkhausia newtoni Travassos, 1964
- Moenkhausia nigromarginata Costa, 1994
- Moenkhausia oligolepis (Günther, 1864)
- Moenkhausia orteguasae Fowler, 1943
- Moenkhausia ovalis (Günther, 1868)
- Moenkhausia phaeonota Fink, 1979
- Moenkhausia pittieri Eigenmann, 1920
- Moenkhausia pyrophthalma Costa, 1994
- Moenkhausia robertsi Géry, 1964
- Moenkhausia sanctaefilomenae (Steindachner, 1907)
- Moenkhausia shideleri Eigenmann, 1909
- Moenkhausia simulata (Eigenmann en Pearson, 1924)
- Moenkhausia surinamensis Géry, 1965
- Moenkhausia takasei Géry, 1964
- Moenkhausia tergimacula Lucena et Lucena, 1999
- Moenkhausia tridentata Holly, 1929
- Moenkhausia xinguensis (Steindachner, 1882)